# Agua sangrienta
Agua sangrienta es un drama español dirigido por  Ricardo Torres y estrenado en el año 1954.

## Argumento
Una familia posee una finca de secano. El regadío ofrece más rentabilidad, así que deciden convertirla, pero para ello necesitan un capital que no poseen, de forma que entran en tratos con un usurero, lo cual les trae muchos problemas.